# Picabaies setinat
El picabaies setinat (Melanocharis citreola), és una espècie d'ocell passeriforme que pertany a la família dels Melanocarítids (Melanocharitidae). És endèmic de les selves nebuloses montanes de Papua Occidental. És només la segona espècie que es descriu a Nova Guinea en els darrers 80 anys.